# Sclerophrys buchneri
Sclerophrys buchneri – bardzo słabo poznany gatunek płaza bezogonowego z rodziny ropuchowatych (Bufonidae).

## Taksonomia
Gatunek ten opisał w 1882 roku Wilhelm Peters, nadając mu nazwę Bufo buchneri. Jako miejsce typowe wskazał prowincję Lunda w Angoli. Obecnie gatunek zalicza się do rodzaju Sclerophrys. Przez niektórych autorów uważany bywa za synonim gatunku Sclerophrys funerea.

## Występowanie
Zasięg występowania tego płaza obejmuje na pewno Angolę (miejsce typowe znajduje się w północno-wschodniej części tego kraju) i okolice Brazzaville w południowym Kongu. Może do niego też należeć angolska eksklawa Kabinda i zachodnia Demokratyczna Republika Konga. Warto jednak zwrócić uwagę, że rzeczywisty zasięg występowania gatunku można opisać dopiero wtedy, gdy rozwiąże się pewne zawiłości taksonomiczne dotyczące gatunku.

## Rozmnażanie
Rozwój larwalny prawdopodobnie ma miejsce w strumieniach.

## Status
Liczebność populacji ani jej trend nie są znane, podobnie jak zagrożenia. Nie zanotowano do tej pory obecności gatunku w żadnym obszarze chronionym.